# Wit FM
Wit FM est une station de radio locale commerciale privée française basée à Bègles, dans la proche banlieue de Bordeaux, appartenant aujourd'hui au Groupe 1981. Créée le 1er juin 1988 par Jean-Louis Morin, ancien journaliste de RMC et membre de l'équipe dirigeante de Sud Radio, elle reprend la fréquence du défunt réseau Hit FM. Un nom proche fut choisi afin de garder les auditeurs de sa prédécesseure.
Diffusant ses programmes sur Bordeaux Métropole ainsi que sur les départements de la Gironde et de la Dordogne, elle est la station de radio la plus écoutée en Gironde et la première radio commerciale indépendante à Bordeaux, réunissant quotidiennement 83 000 auditeurs.
Wit FM est membre du GIE Les Indés Radios.

## Historique
Rachetée par Claude Bez, président du club sportif des Girondins de Bordeaux, elle est revendue à 75 % à Sud Radio en 1989 (les laboratoires Fabre), le club conserve les 25 % restants. Le directeur des programmes est Alain Mayer, ancien de Radio France Bordeaux-Gironde (aujourd'hui France Bleu Gironde), et Gérard Babu en était le programmateur musical.
En novembre 2005, Sud Radio ainsi que Wit FM (codétenu par les laboratoires pharmaceutiques Fabre et Bayard d'Antin (RTL)) sont vendus à la société Sudporters contrôlée par le groupe orléanais Start et codétenu avec Alouette des Herbiers en Vendée et Scoop de Lyon ainsi que la société FEDERI. Une nouvelle grille est lancée l'année suivante avec le nouveau format "Show et Info". Le 11 décembre 2013, le groupe mère Start, devenu Sud Radio Groupe en 2011, se rebaptise Groupe 1981.

## Identité de la station

### Logos

Logo de Wit FM du 23 octobre 2006 au 29 juin 2017.

### Slogans
- 1988 : L'esprit radio ! [1]
- 2006 : Hit Radio & Cash !
- Octobre 2006 : Bien + que des hits !
- Décembre 2022 : Du cœur et des hits ![5]
- 2024 : Ici, c'est Wit FM ! (nommée après l'émission en semaine de 10 à 15 heures)

## Diffusion
La diffusion en modulation de fréquence permet à la station d'être entendue à : 
- Arcachon
- Bordeaux
- Lacanau
- Lesparre-Médoc
- Périgueux